# 岡本寧浦
岡本 寧浦（おかもと ねいほ、寛政元年〈1789年〉 - 嘉永元年10月9日〈1848年11月4日〉）は、幕末の土佐藩士、儒学者。名は惟密。通称は大年、退蔵。雄峰、除闇と号した。

## 人物
土佐国安芸郡安田浦の浄土真宗乗光寺5世・弁翁の子。妻は小野慶蔵の長女・とき。
当初、上京して本願寺で仏典を学んでいたが、甥の立然に寺を譲って還俗し、京都や江戸で儒学を学ぶ一方、安積艮斎・佐藤一斎・篠崎小竹・大塩平八郎らと交流し、また大坂で儒学を教えた。
備後福山藩に藩儒として招かれるが、天保9年（1838年）土佐藩主・山内豊資に召されて用人格上下3人扶持を賜り、教授館下役に取り立てられる。また高知城下新町で私塾・紅友社を開いた。後に山内豊熈とともに南学中心だった土佐藩内の儒学に陽明学を導入する事に貢献した。
弘化3年（1846年）に辞職し、高知城下中新町の私塾経営に専念し、門弟には森田梅礀・岩崎弥太郎・岩崎秋溟・清岡道之助・奥宮慥斎・河田小龍らがいる。また、樋口真吾・武市瑞山・鹿持雅澄・吉田東洋・間崎哲馬らと交流を持った。
大正13年（1924年）贈正五位。墓所は高知県高知市薊野北町の真宗寺墓地。

## 逸話
- 学僧だった頃、和上の石泉に名代として本願寺へ赴く事になったが、本願寺側は寧浦の言う事を聞かず、鐘楼の下で待つように指示した。すると寧浦は「それならば腹を切る」と言い放ち、僧侶が切腹だけはやめてくれと依願されたという。その帰り、寧浦は大坂で10日間休まずに教行信証の講義を行い、間もなく還俗してしまった。
- 三菱財閥の祖・岩崎弥太郎は義理の甥にあたるが、風体の悪い寧浦の事を弥太郎は内心嫌悪していた。しかしある時、全国の学者が幕府お抱えの学者と論戦を交わす機会があった際、寧浦は誰にも引けを取らない論説を披露した。それを聞いた弥太郎は、それまでの自分の態度を改めたという。

## 関連作品
- 『龍馬伝』（2010年、NHK、大河ドラマ、演：ベンガル）